# 愛宕級護衛艦
愛宕級護衛艦（あたご型護衛艦）是日本海上自衛隊（JMSDF）的現役神盾飛彈驅逐艦，由美國的伯克級Flight IIA型式作為藍本並加以改良所建造而成。

## 簡介
1990年代初日本建造4艘金剛級飛彈驅逐艦之後，造艦主力便集中在更換巡防艦隊；並再次興建神盾驅逐艦的計劃是為了更換艦齡近30年的太刀風級護衛艦，不過最後在不明原因考量下只決定建造2艘，而非以一對一的方式汰除。
愛宕射控系統已採用神盾系統Baseline 7 phase 1 型，這是一種美日聯合設計的系統。基於金剛級的操作經驗以及美軍伯克級的改良方案，愛宕級選擇了伯克Flight IIA艦型作為建造藍本。但是考量海上自衛隊需求，垂直發射系統變成前64-後32的配置方式；直升機機庫也縮減至1座；主桅杆也使用日本開發的塔型桅杆，為優化匿蹤構型艦體上層結構也較勃克級縮小。但是為了充當海上指揮中樞，愛宕級預留了指揮所需要艙間與通信設備，故全長比伯克級要長10公尺，總重量也破萬噸，在世宗大王級驅逐艦服役之前是伯克級家族中體積最大的一款改型。
2013年新防衛大綱，表示在朝鮮核武威脅等因素下，未來愛宕級預定增建2艘。
2015年6月，防衛省公布27DDG方案，稱為8200噸型護衛艦（基準排水量8200噸），仍沿用愛宕級的艦體平台設計並做改良，作戰系統升級包括加入聯合接戰能力（CEC）、強化近距離對空快速監視的AN/SPQ-9B X波段雷達、整合多功能拖曳陣列聲納系統（Multi-Function Towed Array，MFTA，可能是美國的AN/SQR-20）等，作戰系統的水平可能相當於美國的技術增進型（Technology Insertion）伯克Flight IIA （DDG-116~122，也就是柏克Flight 3之前的伯克Flight IIA最後版本），神盾系統應為Baseline 9/ACB 16的水準，結合BMD 5.1反彈道飛彈能力，具備整合防空與彈道飛彈防禦（Integrated Air and Missile Defense，IAMD）能力（能同時進行艦隊防空與反彈道飛彈作戰），反潛作戰系統為AN/SQQ-89(V)15的水平，並具備結合CEC的整合射控防空計畫（Single Sensor Naval Integrated Fire Control-Counter Air，NIFC-CA）能力。
2015年6月29日，日本防衛相中谷元在日本眾議院和平安全法制特別委員會上表示，為了應對低空掠海巡航飛彈的攻擊， 自衛隊將籌備引進NIFC-CA，結合海自的神盾艦以及航空自衛隊的E-2D預警機。
27DDG的作戰系統規格將以伯克級重啟型的神盾Baseline 9C為基礎。除了戰鬥系統的升級之外，27DDG另一項主要改進，是引進複合燃氣渦輪電力推進（COGLAG）系統，與25DD型驅逐艦類似，高速用的燃氣渦輪以及低速用的推進電動機共同併聯於傳動系統，在低速時以艦上輸電網供電給推進電動機，可降低噪音與油耗。
而27DDG其他規格、作戰與武器系統應仍與愛宕級相當。

## 同型艦
| 編號    | 艦名                 | 造船廠               | 動工          | 下水           | 服役           | 母港   |
| ------- | -------------------- | -------------------- | ------------- | -------------- | -------------- | ------ |
| DDG-177 | 愛宕號 （/Atago）    | 三菱重工業長崎造船廠 | 2004年 4月5日 | 2005年 8月24日 | 2007年 3月15日 | 舞鶴   |
| DDG-178 | 足柄號 （/Ashigara） | 三菱重工業長崎造船廠 | 2005年 4月6日 | 2006年 8月30日 | 2008年 3月13日 | 佐世保 |

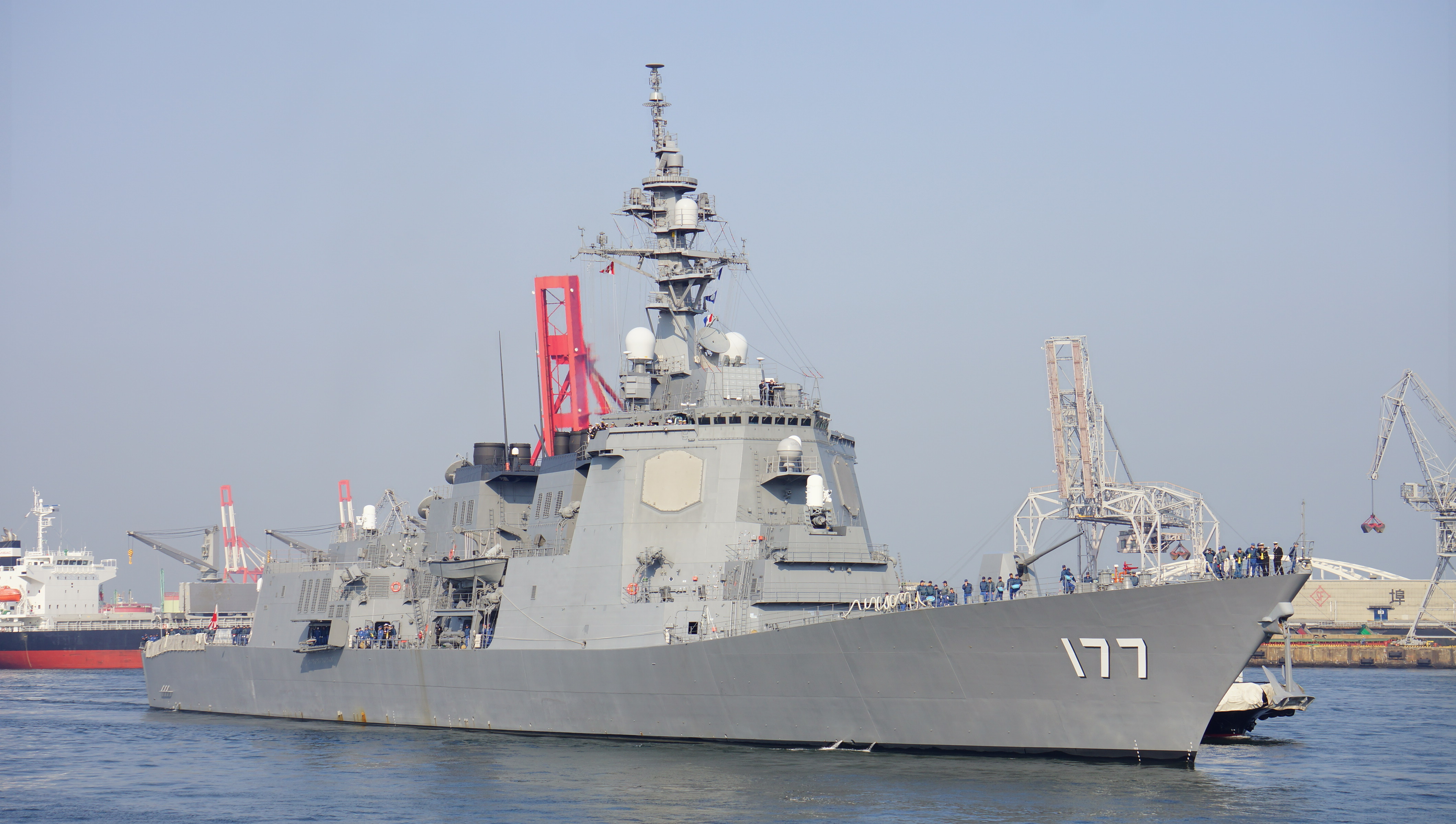
愛宕級1號艦、舷號DDG-177的愛宕號，攝於2014。
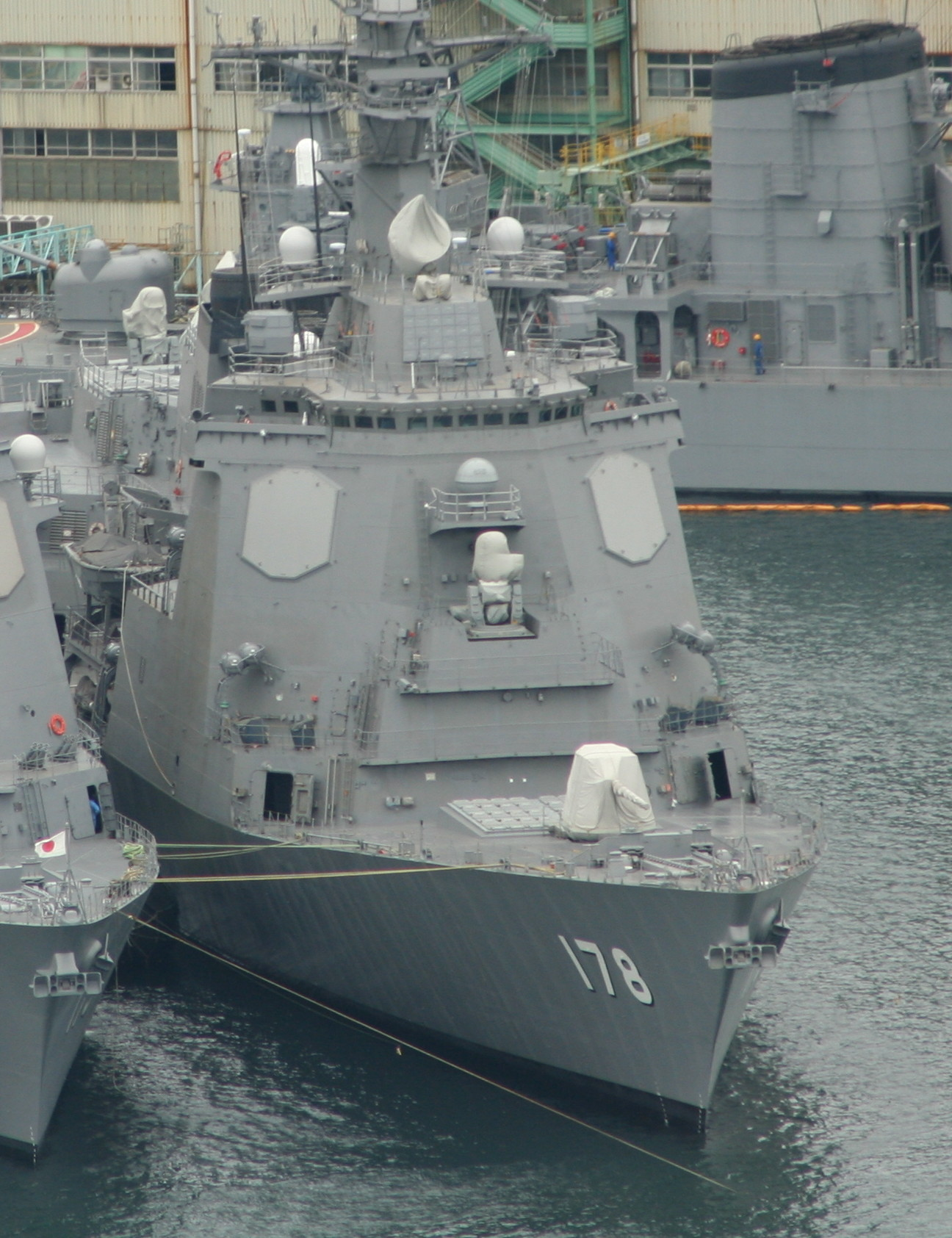
愛宕級二號艦、舷號DDG-178的足柄號。
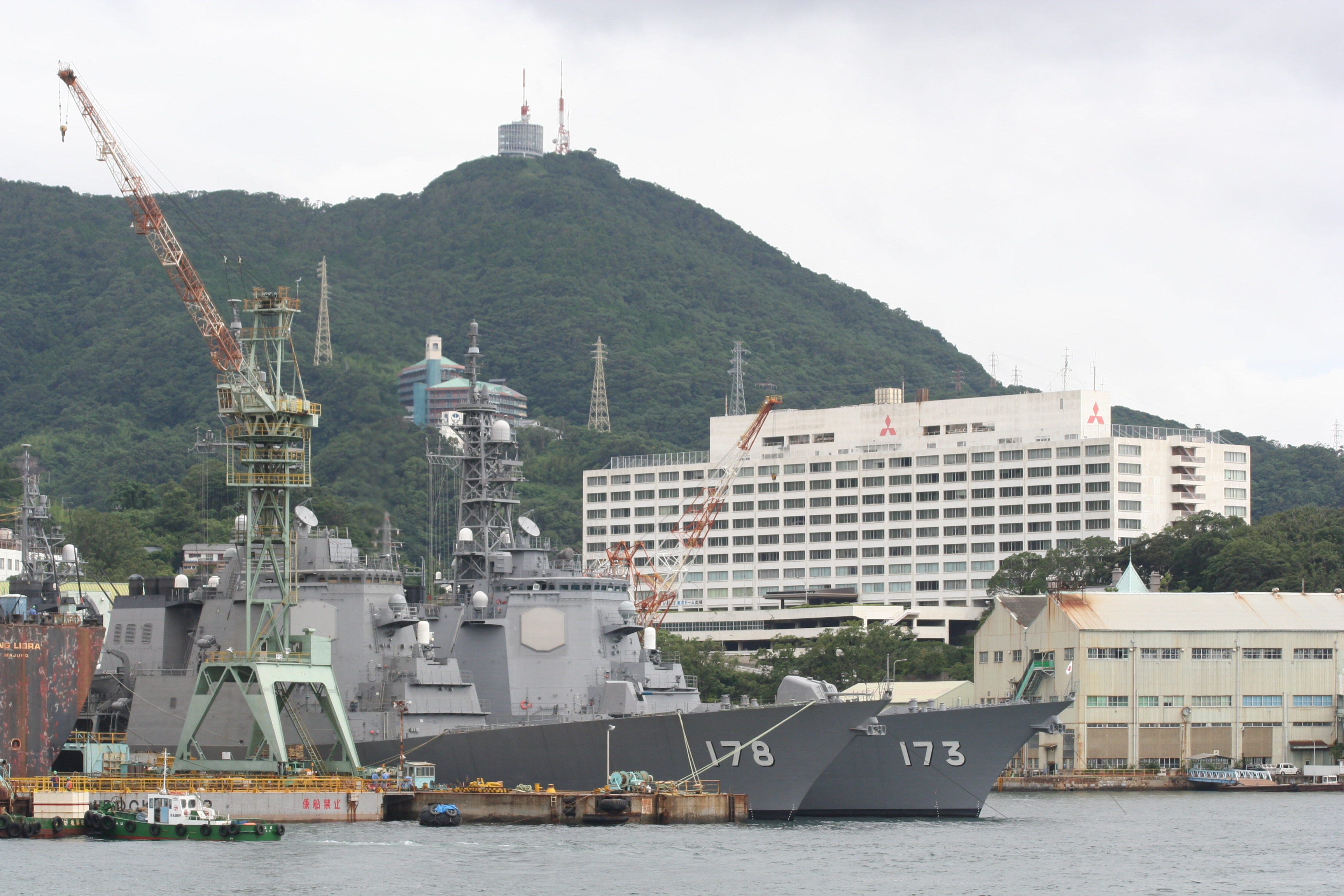
停泊在三菱重工長崎造船所（日语：三菱重工業長崎造船所）內的足柄號（左）與金剛級一號艦金剛號。
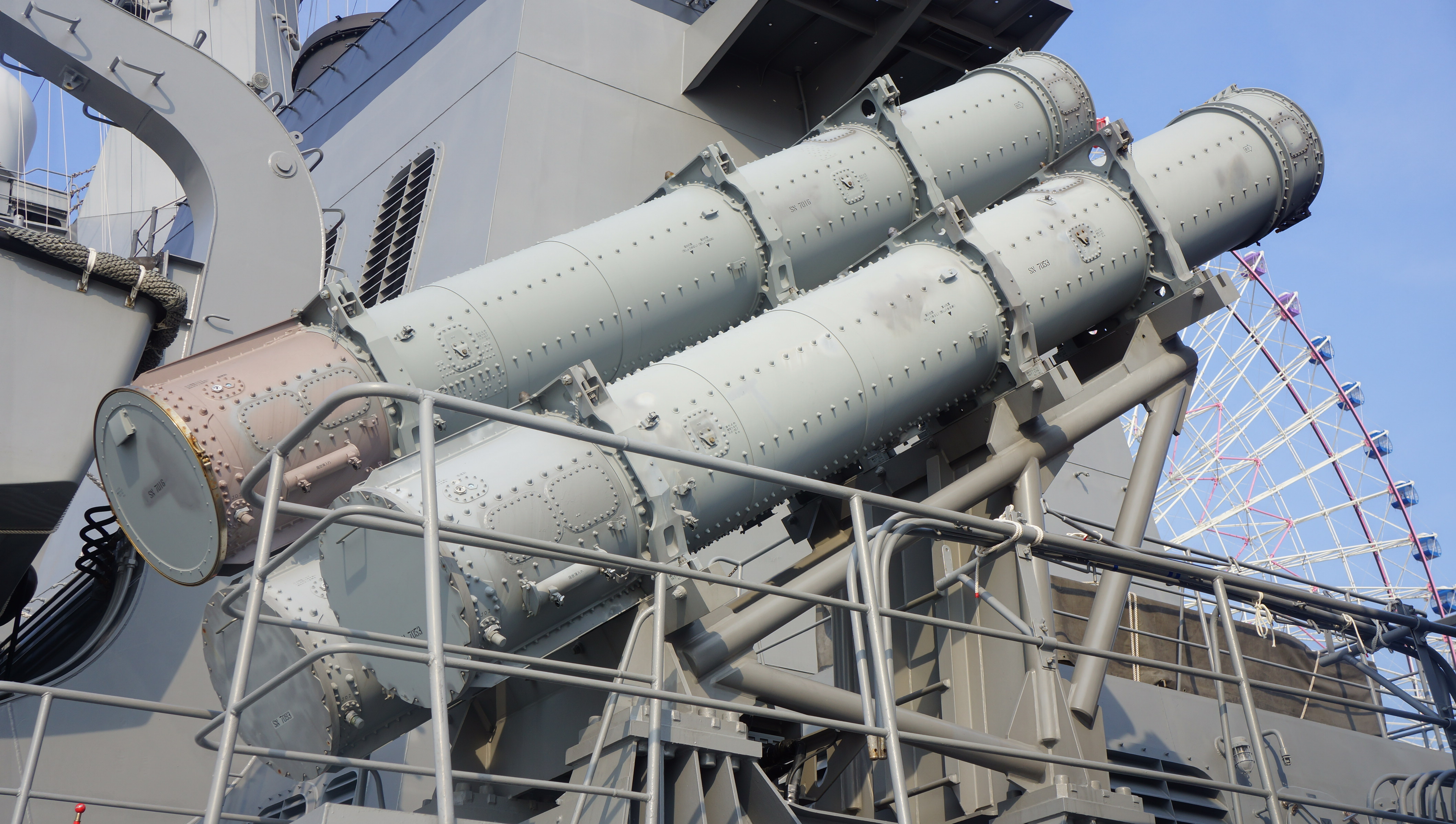
90式反艦飛彈
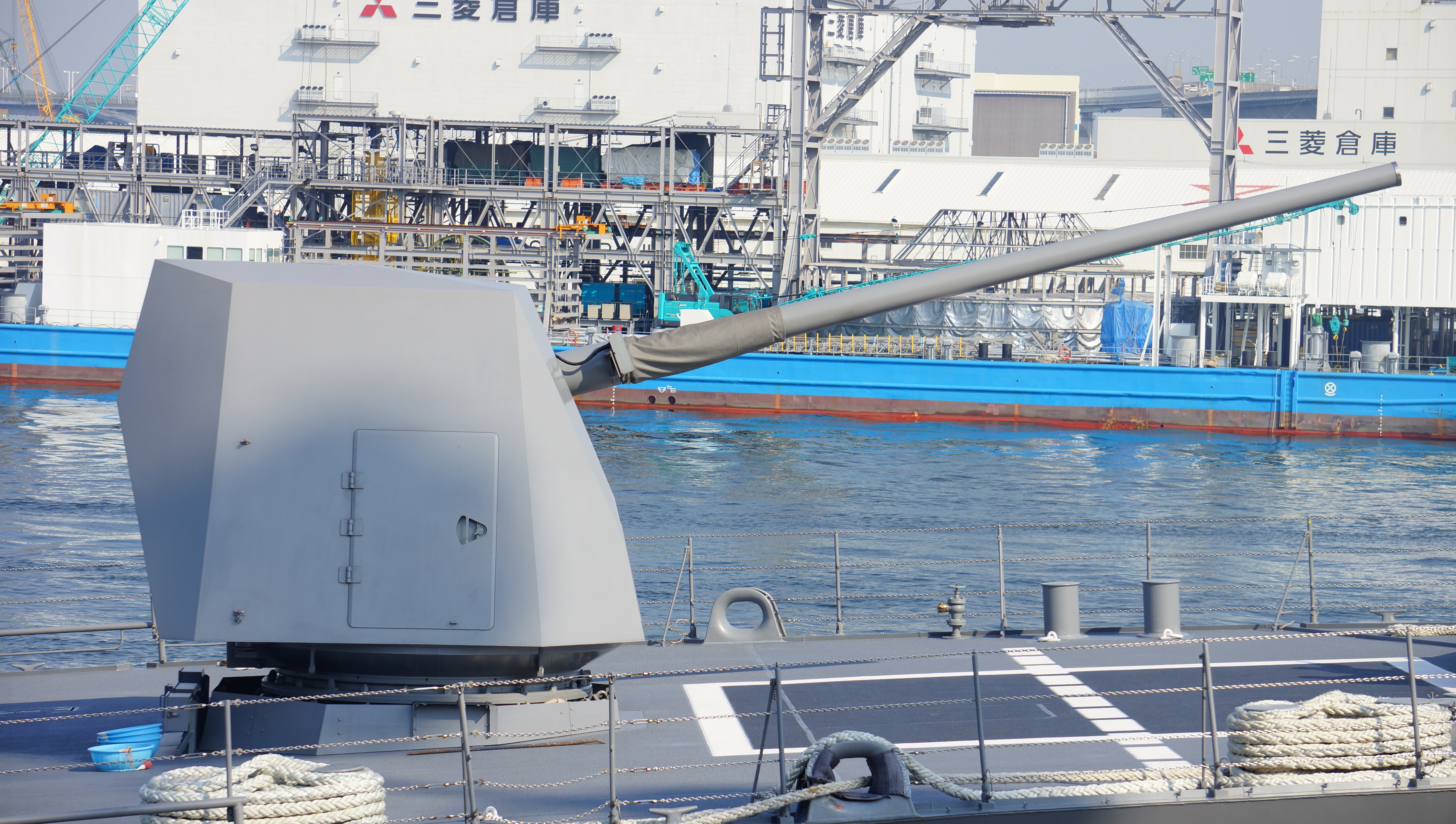
Mk.45艦砲
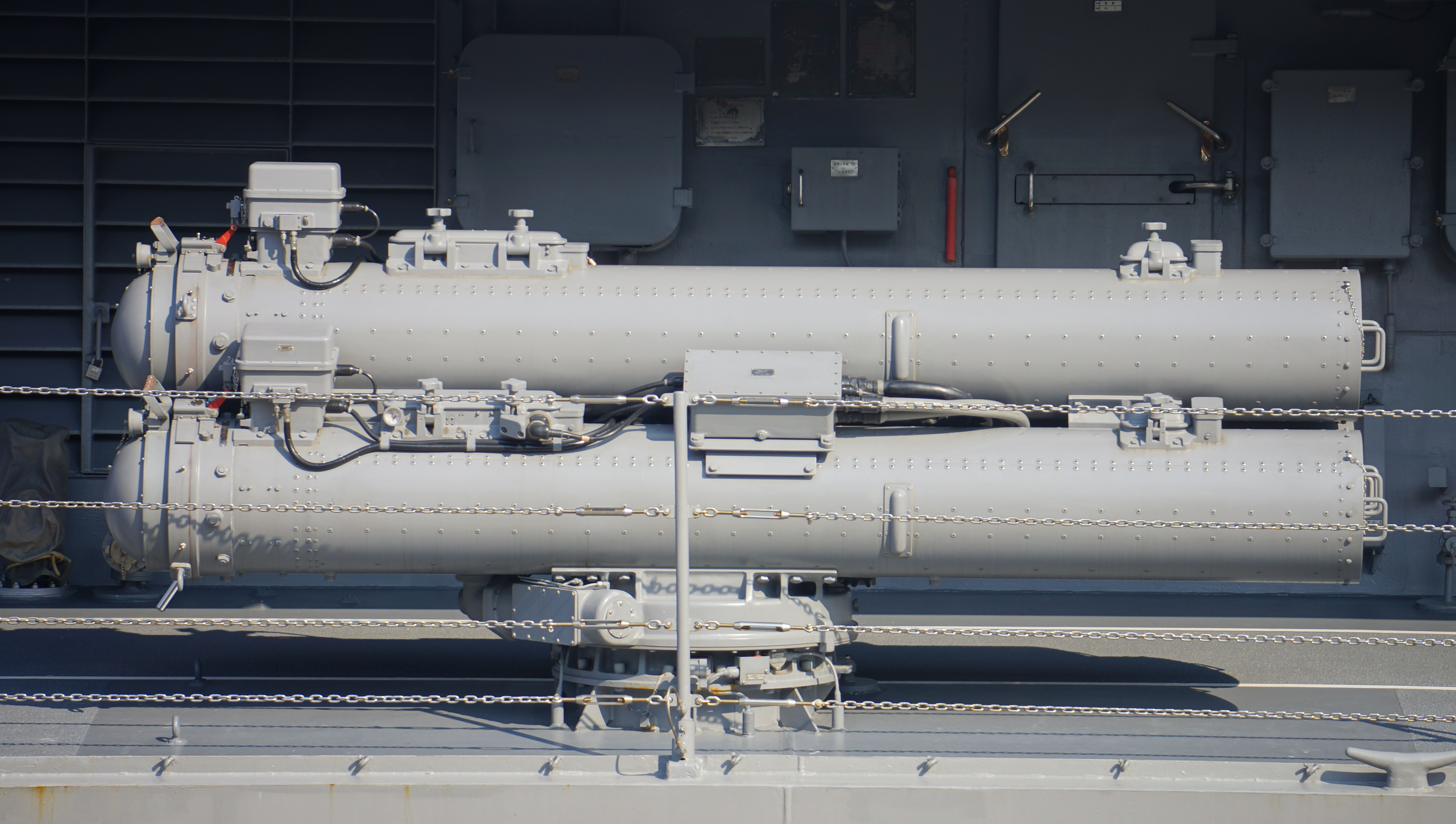
HOS-302魚雷管
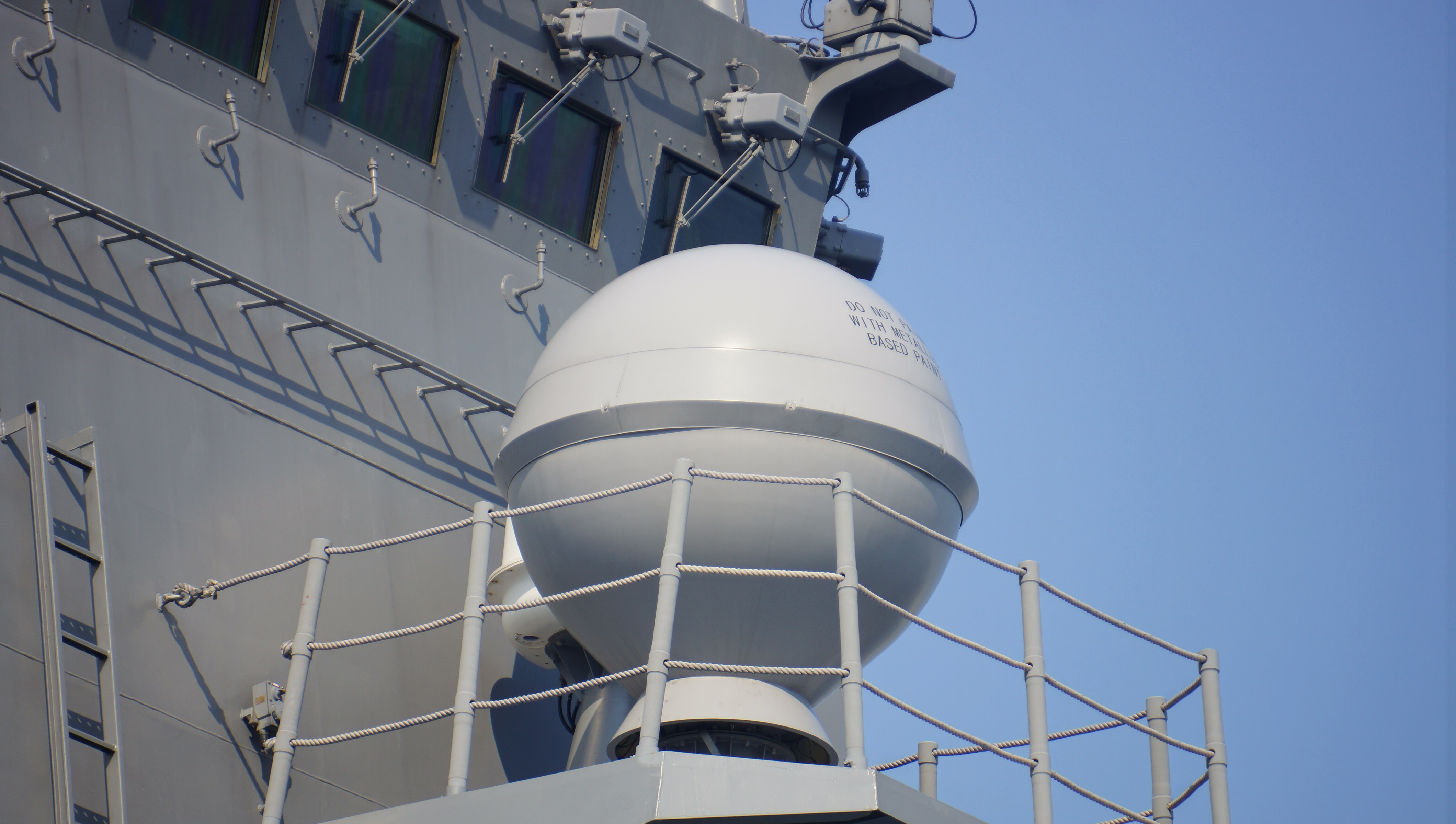
USC-42衛星通訊器
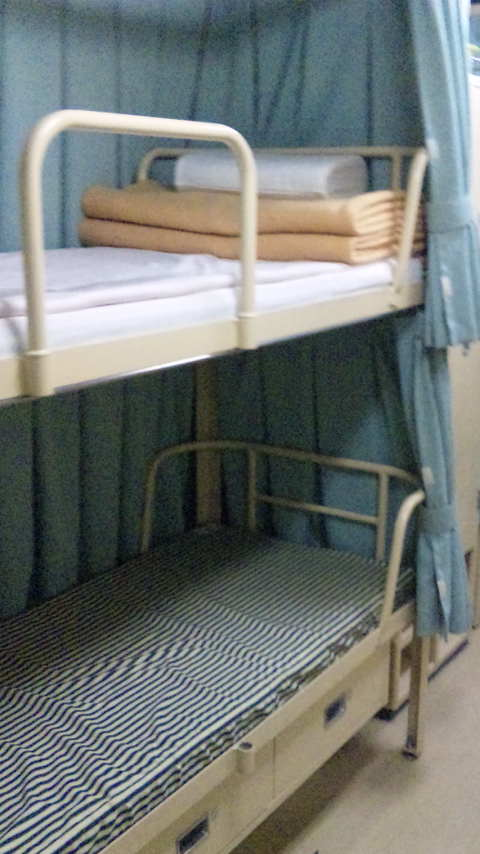
船員住宿區
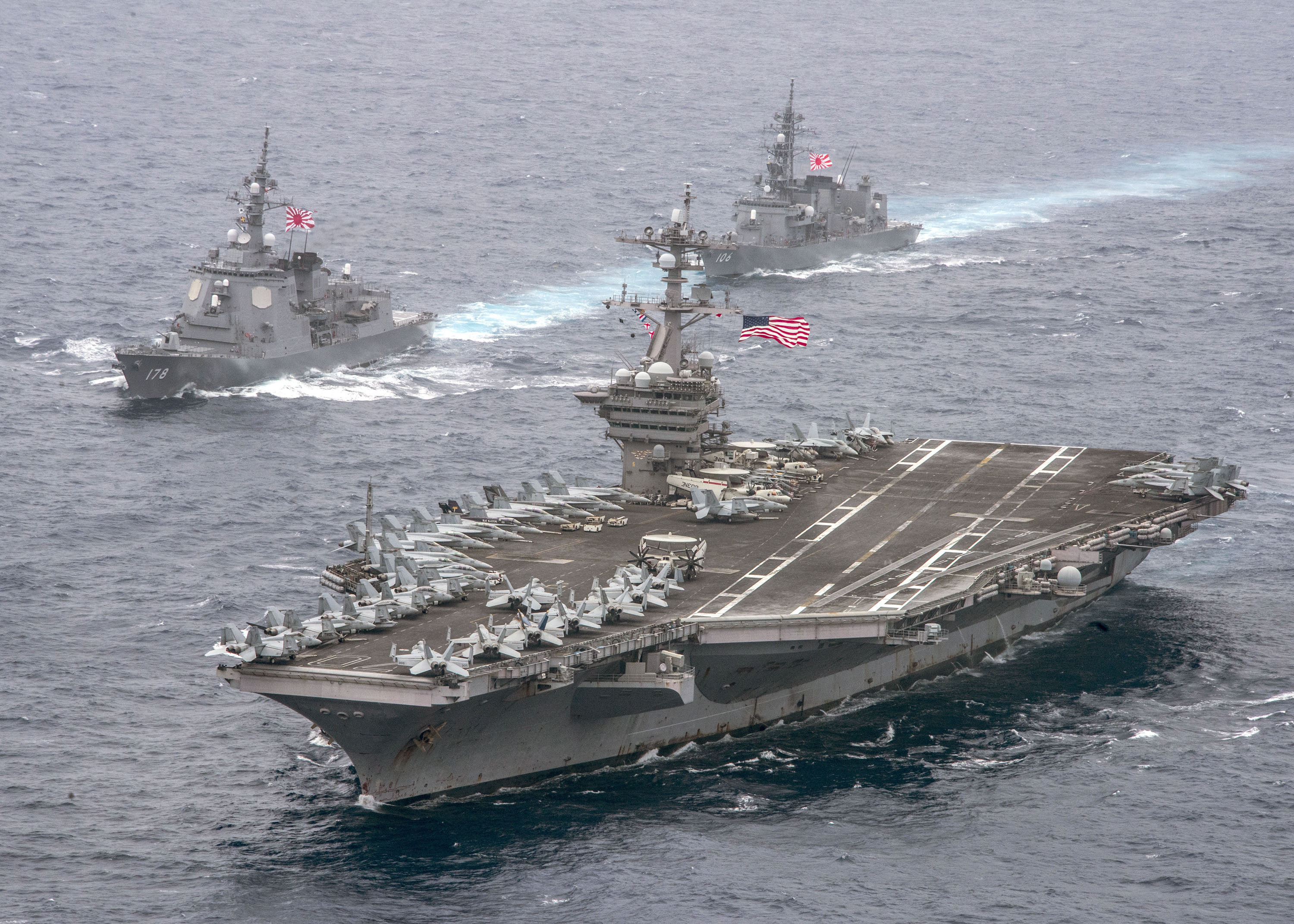
愛宕級二號艦足柄號（後排左）與村雨級六號艦五月雨號（日语：さみだれ (護衛艦)）在菲律賓海海域與美國海軍航空母艦卡爾·文森號（前）並排航行。攝於2017年4月。

## 建造經費
愛宕級建造預算分別在平成14年與平成15年編列，在尚未命名前代號是14DDG及15DDG，14DDG預算1453億日圓，15DDG則是1389億日圓，兩艦的神盾作戰系統則占預算中509億日圓。
27DDG造價約為1,680億日圓。

## 登場作品
- 《名偵探柯南：絕海的偵探》(日語：名探偵コナン 絶海の探偵)：片中出現搭載神盾戰鬥系統的飛彈驅逐艦「穗高號（ほたか）」其原型為愛宕級飛彈驅逐艦，舷號等細節與現實不同。

### 相關
- 金剛級護衛艦 日本
- 秋月級護衛艦 日本
- 朝日級驅逐艦 日本
- 摩耶級護衛艦 日本
- 阿利·伯克級驅逐艦 美国

### 同類型艦
- 驱逐舰
- 052C型驅逐艦 中国
- 052D型驱逐舰 中国
- 45型驅逐艦 英国
- 地平線級驅逐艦 法國 義大利
- 霍巴特級驅逐艦
- 世宗大王級驅逐艦
- 加爾各答級驅逐艦 印度
- 維沙卡帕特南級驅逐艦 印度

## 相關連結
1. ↑   (PDF).   [2014-09-13]. （原始内容 (PDF)存档于2014-09-03）.
2. ↑  Defense Security Cooperation Agency.  (PDF). 2002-04-30  [2010-03-17]. （原始内容 (PDF)存档于2012-01-14） （英语）.
3. ↑  新防衛大綱　イージス艦２隻、追加配備へ （页面存档备份，存于） - 日本テレビ11月3日（Yahoo!ニュース）
4. ↑  .   [2018-07-31]. （原始内容存档于2018-07-31）.

- GlobalSecurity.org; JMSDF DDG Atago Class （页面存档备份，存于）